# Мерил Бейнбридж
Мерил Бейнбридж (на английски: Merril Bainbridge) е австралийска певица и авторка на песни. Кариерата ѝ продължава от 1977 до 2003 година, и отново от 2015 г.
Нейният първи албум, The Garden (Градината), е издаден през 1995 г., с най-голям хит Mouth и други сингли Under the Water (нова версия на старата песен от група Тлот Тлот), Power of One и Sleeping Dogs. Продуцент на албума е Оуън Болуъл, басист на Тлот Тлот и бъдещ съпруг на Мерил.
Вторият ѝ и последен албум, Between the Days (Между дните), е издаден в 1998 г. и съдържа песента I Got You Babe (кавър версия на песента на Сони и Шер), записана с ямайския рапър Шаги. Филмът „Добре дошли в Ууп-Ууп“ е озвучен с тази песен.
Омъжена е за Оуън Болуъл и имат две деца.
Сега тя работи за уебсайта „Пийчимама“ (Peachymama).